# Petrus Christus
Petrus Christus, Pietro Ghrista in italiano arcaico, (Baarle-Hertog, 1410 circa – Bruges, 1475 circa) è stato un pittore fiammingo.

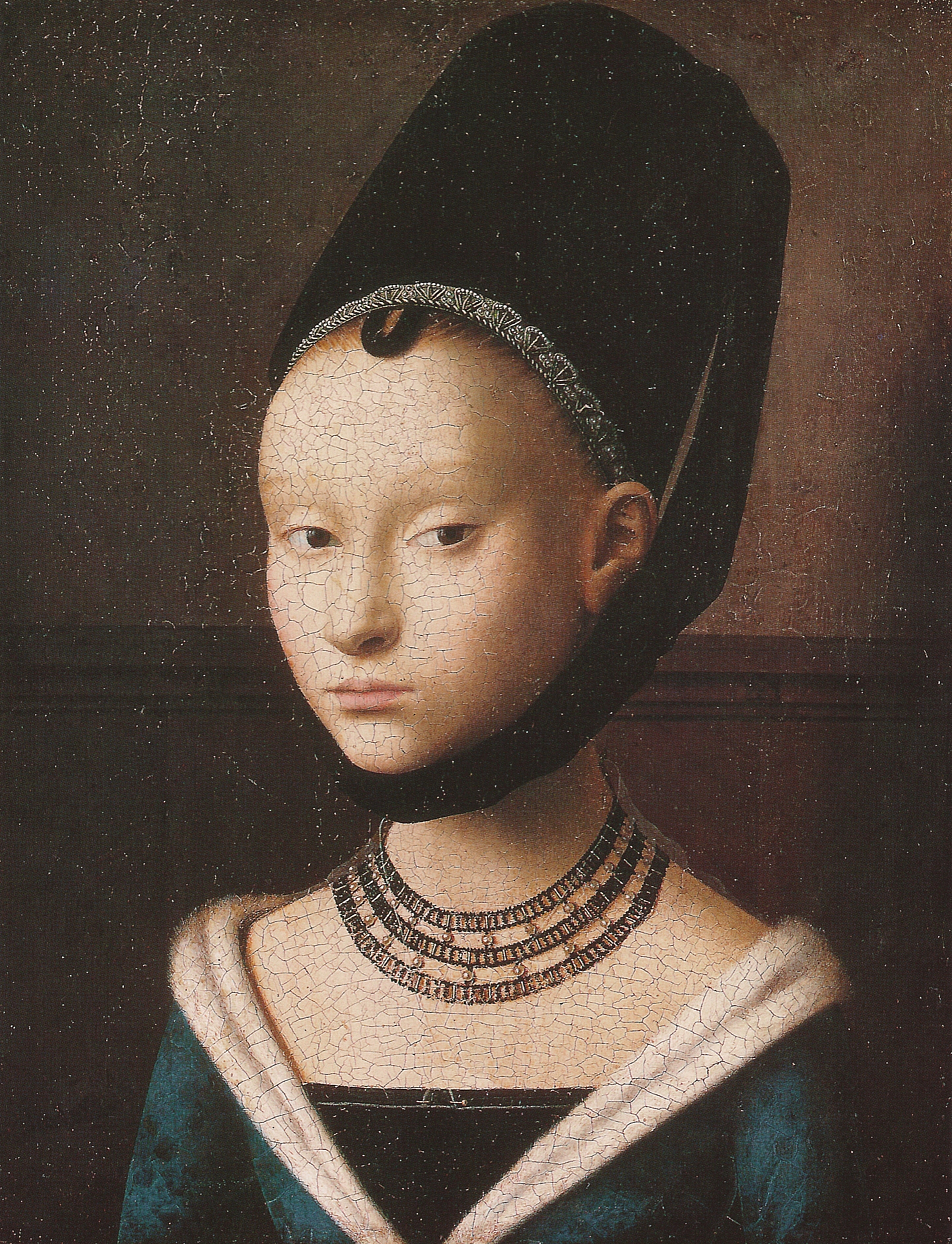
Ritratto di fanciulla, Berlino, Gemäldegalerie

Appartenne alla cosiddetta "seconda generazione" della pittura fiamminga, dopo la prima dei fondatori Jan van Eyck, Rogier van der Weyden e Robert Campin.

## Biografia

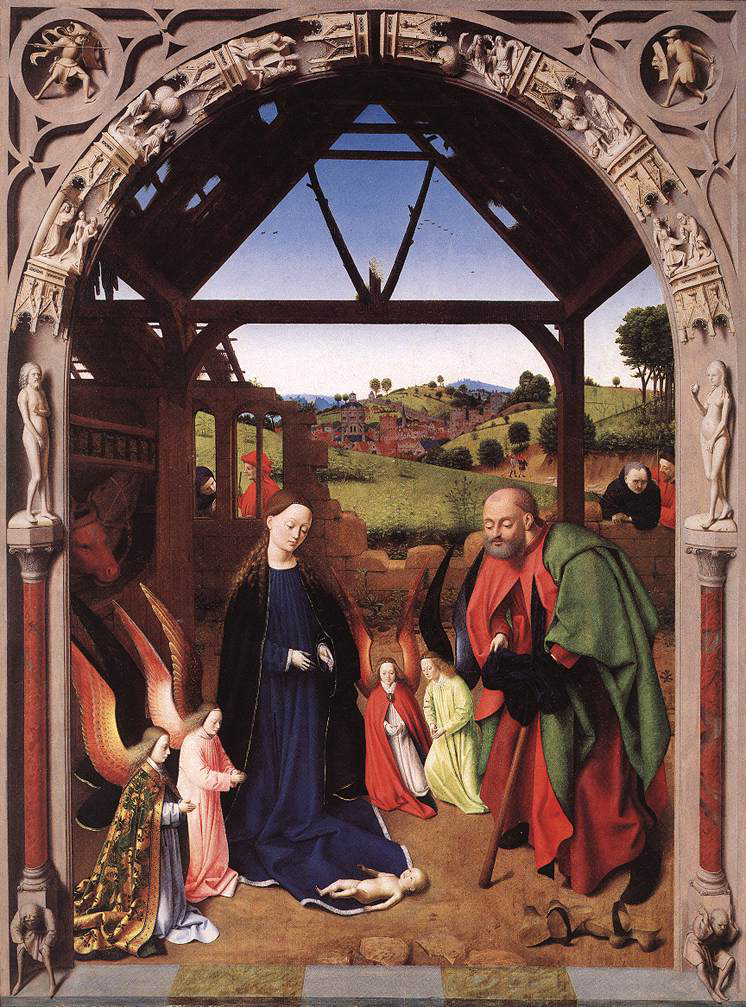
Natività, Washington, National Gallery of Art

Le notizie sulla sua vita sono scarse e controverse: non si conosce neanche quale fosse il suo vero nome (quello di Petrus Christus è stato dedotto dalla sua firma, petr. XPI). Il catalogo delle sue opere, che conta circa quaranta pezzi, è stato ricostruito in base agli otto dipinti pervenutici, datati tra 1446 e il 1457, che recano la sua firma.
Le prime tracce documentali risalgono al 7 luglio 1444, quando acquistò la cittadinanza di Bruges insieme alla moglie; nel 1454 lavorò per il conte d'Estampes e quattro anni dopo, 1458, risultava iscritto alla confraternita della Madonna dell'Albero Secco, una delle più prestigiose associazioni del tempo, che contava tra i suoi membri anche i duchi di Borgogna e i banchieri italiani attivi a Bruges (Arnolfini, Portinari).
Viene ritenuto l'erede spirituale dell'arte di Jan van Eyck, del quale potrebbe essere stato allievo, visto che dimostra di aver bene imparato dal maestro la lezione dello spazio, del volume e dell'ambiente, ma la sua maniera denuncia l'influenza di altri grandi artisti fiamminghi del suo tempo: Dirk Bouts, Robert Campin e Rogier van der Weyden. Una suggestiva ipotesi lo vuole autore del completamento di una madonna di van Eyck lasciata incompiuta con la sua morte, oggi alla Frick Collection di New York.

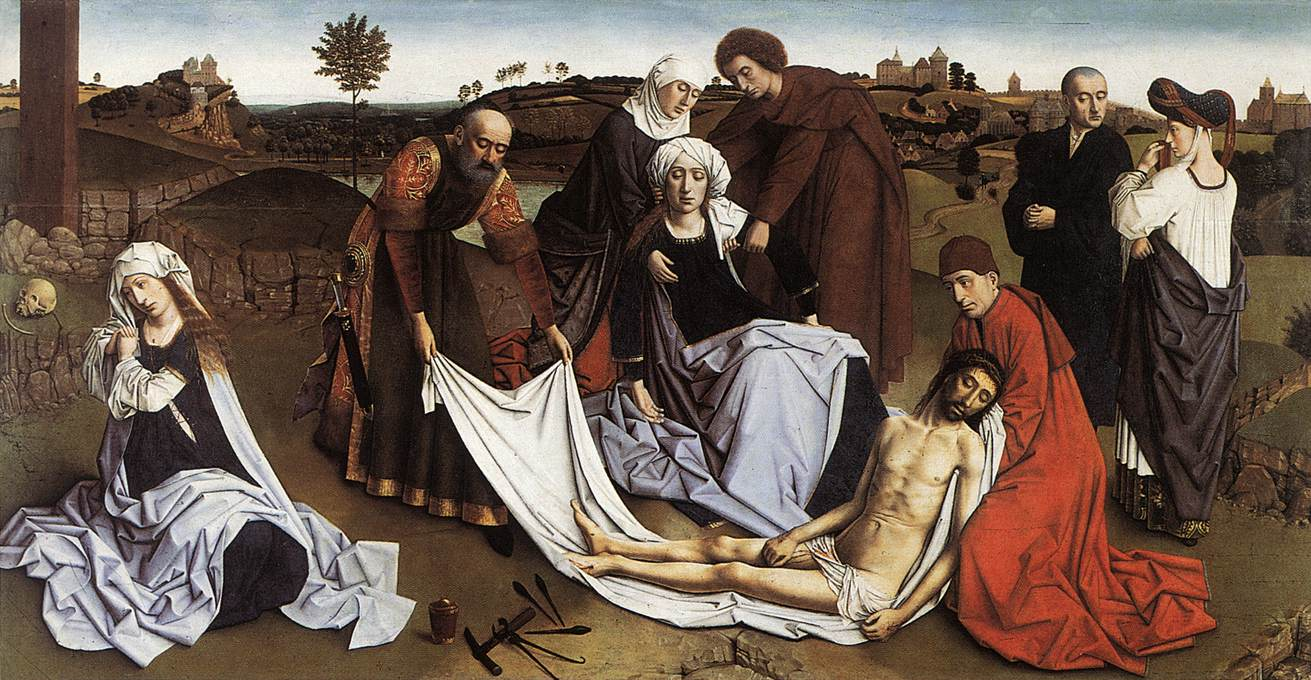
Pietà, Bruxelles, Museo reale delle belle arti del Belgio

Alcuni ipotizzano anche un viaggio di Christus in Italia: egli fu il primo artista fiammingo ad adottare la costruzione spaziale geometrica e razionale della prospettiva a punto di fuga unico; numerosi suoi clienti erano dopotutto italiani, molti dei quali toscani, ed essi avrebbero potuto spingerlo a venire incontro ai loro gusti.
Dalle analogie artistiche tra Petrus Christus e Antonello da Messina è stato ipotizzato un contatto tra l'artista siciliano e il fiammingo, del quale è stata forse trovata una prova documentaria nei presumibili nomi dei due che compaiono tra i salariati per la partecipazione a una medesima battaglia. D'altra parte, una citazione iconografica di Petrus Christus si ritrova anche nella Deposizione di Colantonio, che di Antonello fu maestro.
Passata la metà del XV secolo i suoi dipinti assumono un tono monumentale, ispirato alle grandi opere di van der Weyden. In qualità di pittore civico della città di Bruges eseguì anche numerose opere effimere, come apparati cerimoniali e decorazioni varie, come quelle per il matrimonio tra Carlo il Temerario e Margherita di York (1468).

## Opere

### Opere firmate
| N°    | Img | Titolo                                                        | Data | Tecnica        | h    | l    | Allocazione                                     |
| ----- | --- | ------------------------------------------------------------- | ---- | -------------- | ---- | ---- | ----------------------------------------------- |
| 01    |     | Ritratto di Edward Grimston                                   | 1446 | olio su tavola | 34   | 25   | Earl of Verulam Collection, Londra              |
| 02    |     | Ritratto di un certosino                                      | 1446 | olio su tavola | 29,2 | 21,6 | Metropolitan Museum, New York                   |
| 03    |     | Sant'Eligio nella bottega di un orefice                       | 1449 | olio su tavola | 98   | 85   | Metropolitan Museum, New York                   |
| 04    |     | Madonna che allatta il Bambino                                | 1449 |                |      |      | Koninklijk Museum voor Schone Kunsten, Anversa  |
| 05-06 |     | Annunciazione e Natività                                      | 1452 | olio su tavola | 134  | 56   | Gemäldegalerie, Berlino                         |
| 07    |     | Giudizio universale                                           | 1452 | olio su tavola | 134  | 56   | Gemäldegalerie, Berlino                         |
| 08    |     | Madonna in trono col Bambino tra i santi Girolamo e Francesco | 1457 | olio su tavola | 46,7 | 44,7 | Francoforte sul Meno, Städelsches Kunstinstitut |

### Opere concordemente attribuite
| N° | Img | Titolo                                                    | Data       | Tecnica                  | h     | l     | Allocazione                                         |
| -- | --- | --------------------------------------------------------- | ---------- | ------------------------ | ----- | ----- | --------------------------------------------------- |
| 01 |     | Cristo dolente                                            | 1444-1446  | olio su tavola           | 11,2  | 8,5   | Birmingham Museum and Art Gallery, Birmingham       |
| 02 |     | Madonna col Bambino                                       | 1445 circa | olio su tavola           | 55,5  | 31,5  | Museo di belle arti, Budapest                       |
| 03 |     | Ritratto d'uomo con falcone                               | 1445-1450  | punta d'argento su carta | 19    | 14,4  | Städel, Francoforte sul Meno                        |
| 04 |     | Testa di Cristo                                           | 1445       | olio su pergamena        | 14,6  | 10,5  | Metropolitan Museum, New York                       |
| 05 |     | Deposizione                                               | 1450 circa | olio su tavola           | 29,2  | 21,6  | Metropolitan Museum, New York                       |
| 06 |     | Donatore in scarlatto sotto la protezione di Sant'Antonio | 1450 circa | olio su tavola           |       |       | Statens Museum for Kunst, Copenaghen                |
| 07 |     | Il donatore Lomellini                                     | 1450 circa | olio su tavola           | 42    | 21,2  | National Gallery of Art, Washington                 |
| 08 |     | Moglie del donatore Lomellini                             | 1450 circa | olio su tavola           | 41,8  | 21,6  | National Gallery of Art, Washington                 |
| 09 |     | Madonna di Exeter                                         | 1450 circa | olio su tela             | 19    | 14    | Gemäldegalerie, Berlino                             |
| 10 |     | Madonna in trono                                          | 1450-1460  | olio su tela             | 49    | 34    | Museo del Prado, Madrid                             |
| 11 |     | Pietà                                                     | 1455-1460  | olio su tavola           | 98    | 188   | Musées Royaux des Beaux-Arts de Belgique, Bruxelles |
| 12 |     | Isabella del Portogallo presentata da sant'Elisabetta     | 1457-1460  | olio su tavola           | 59    | 33    | Groeninge Museum, Bruges                            |
| 13 |     | Morte della Vergine                                       | 1457-1467  | olio su tela             | 171,1 | 138,4 | Timken Art Gallery, San Diego                       |
| 14 |     | Ritratto di giovane uomo                                  | 1460 circa | olio su tavola           | 33,5  | 26,3  | National Gallery, Londra                            |
| 15 |     | Sacra famiglia                                            | 146-1467   | olio su tela             | 69,5  | 51    | Nelson-Atkins Museum of Art, Kansas City            |
| 16 |     | Madonna dell'albero secco                                 | 1465       | olio su tavola           | 17,4  | 12,4  | Museo Thyssen-Bornemisza, Madrid                    |
| 17 |     | Natività                                                  | 1450 circa | olio su tavola           | 127,6 | 94.9  | National Gallery of Art, Washington                 |
| 18 |     | Ritratto di fanciulla                                     | 1470 circa | olio su tavola           | 29    | 23    | Gemäldegalerie, Berlino                             |
| 19 |     | Ritratto d'uomo                                           | 1475 circa | olio su tavola           | 48,3  | 31,1  | Los Angeles County Museum of Art, Los Angeles       |

### Opere di dubbia attribuzione
| N° | Img | Titolo                 | Data       | Tecnica        | h    | l    | Allocazione                          |
| -- | --- | ---------------------- | ---------- | -------------- | ---- | ---- | ------------------------------------ |
| 01 |     | Annunciazione Friedsam | 1450 circa | olio su tela   | 31   | 25,7 | Metropolitan Museum of Art, New York |
| 02 |     | Annunciazione          | 1452       | olio su tavola | 42   | 22   | Groeninge Museum, Bruges             |
| 03 |     | Natività               | 1452       | olio su tavola | 85,5 | 54,8 | Bruges, Groeninge Museum             |